# Варакути
Вараку́ти — село в Україні, в Омельницькій сільській громаді Кременчуцького району Полтавської області. Населення становить 174 осіб. Орган місцевого самоврядування — Омельницька сільська рада.

## Назва села
У селі Плоске Кам'янського району Дніпропетровської області проживало багато людей з прізвищем Варакута. У козаків прізвища, як правило складалося з двох часток: Лісо-дід; Чорно-віл; і т. ін. ВАР -вартовий, КУТ — кута. Тобто, козак який відповідав за охорону певного кута поселення.

## Географія
Село Варакути знаходиться за 1 км від лівого берега пересихаючої річки Сухий Омельник, примикає до села Пустовіти.